# Everything Must Change
Everything Must Change è il primo album della cantante jazz statunitense Randy Crawford pubblicato dall'etichetta discografica Warner Bros. nel 1976.

## Tracce
1. Everything Must Change – 4:52
2. I Let You Walk Away – 3:25
3. I'm Easy – 3:42
4. I Had To See You One More Time – 3:38
5. I've Never Been To Me – 3:34
6. Don't Let Me Down – 3:58
7. Something So Right – 4:12
8. Soon As I Touched Him – 3:09
9. Only Your Love Song Lasts – 4:06
10. Gonna Give Lovin' a Try – 3:23